# Цорци, Джакомо
Джакомо Цорци (итал. Giacomo Zorzi; ум. 1410) — маркиз Бодоницы в 1388—1410 годах.

## Биография
Старший сын Франческо Цорци и Ефросины Соммарипа. Наследовал отцу в 1388 году, первое время находился под опекой матери.
Во время турецкого вторжения в северную Грецию 1393—1394 года Бодоница не пострадала, в отличие от всех соседей, но была вынуждена согласиться на уплату султану ежегодной дани. Согласно договору Венеции с Сулейманом Челеби от 1403 года Джакомо Цорци был освобождён от каких-либо дополнительных обязательств.
Опасаясь возобновления военных действий, он начал переселение крестьян и эвакуацию скота в Каристос, Эвбея которым управлял его брат Никколо (будущий маркиз Никколо III).
Сулейман Челеби умер в 1410 году, и его преемник Муса Челеби практически сразу начал завоевание Бодоницы. Он осадил город, и в самом начале осады Джакомо Цорци погиб от руки предателя из числа слуг. 
Его сын Никколо, надеясь на помощь Венеции, некоторое время продолжал держать осаду, но потом сдался. Он несколько месяцев провёл в заключении, освобождён по просьбе Венеции, и даже был восстановлен в правах маркиза (1411). Однако 20 июня 1414 года султан Мехмед I снова занял Бодоницу, и Никколо бежал в Венецию. Ещё в 1411 г. он уступил титул маркиза своему дяде — Никколо III, и позднее в обмен получил ректорство в Птелеоне.